# Lochnagar (szczyt)
Lochnagar (gael. Beinn Chìochan) – szczyt w paśmie Lochnagar, w Grampianach Wschodnich. Leży w Szkocji, w regionie Aberdeenshire. 